# Eryk II Młodszy
Eryk II Młodszy (ur. 10 sierpnia 1528 r., zm. 2 listopada 1584 r. w Pawii) – książę Brunszwiku-Calenbergu od 1540 z dynastii Welfów.

## Życiorys
Eryk II był synem księcia Calenberga Eryka I Starszego oraz Elżbiety, córki elektora brandenburskiego Joachima I Nestora. W chwili śmierci ojca był dzieckiem, do uzyskania pełnoletniości w 1546 rządy opiekuńcze sprawowała w jego imieniu matka. Wkrótce po objęciu rządów osobistych Eryk zmienił prowadzoną przez matkę politykę religijną – odrzucił protestantyzm i współpracował z Habsburgami. Mając kłopoty finansowe, próbował sprzedać swoje księstwo kuzynowi Henrykowi II Młodszemu, księciu Brunszwiku-Wolfenbüttel. Gdy to się nie powiodło, wystąpił przeciw niemu zbrojnie w sojuszu z margrabią Kulmbach Albrechtem Alcybiadesem, został jednak pokonany. 
Pozostając w służbie cesarskiej (był dowódcą wojskowym), od 1548 w większości, a od 1577 prawie nieprzerwanie przebywał za granicą, walcząc w Hiszpanii, Niderlandach, Lotaryngii i Italii. W 1573 jako nagrodę otrzymał order Złotego Runa. Rozgłos zdobyły mu łupieżcze wyprawy w Niemczech. 
Po śmierci Eryka II, wobec braku jego legalnych potomków, Calenberg połączył na powrót z Brunszwikiem-Wolfenbüttel syn Henryka II Młodszego, Juliusz.

## Rodzina
Eryk II był dwukrotnie żonaty: w 1545 poślubił Sydonię, córkę księcia saskiego Henryka Pobożnego, a po jej śmierci w 1575 (próbował się z nią rozwieść już w 1572, jednak bezskutecznie) ożenił się z Dorotą (zm. 1623), córką księcia lotaryńskiego Franciszka I. Z obu małżeństw nie doczekał się żadnych potomków, miał natomiast dwoje dzieci nieślubnych ze związku z Katarzyną von Weldam.